# Уокер, Эмери
Сэр Эмери Уокер (2 апреля 1851 — 22 июля 1933) — английский гравер, книгопечатник.

## Биография
Вырос в Норфолке, где его отец работал экипажником, то есть занимался изготовлением карет. После того, как отец ослеп, Уокеру пришлось оставить школу, и подрабатывать, чтобы помочь семье.
В воскресной школе он учился у английского пейзажиста Генри Доусона (1811—1878). Его старший сын основал в 1872 году фирму «Typographic Etching Company» («Типографская гравировальная компания»). Здесь Уокер познакомился с основами печатного искусства, а также получил представление о коммерческом производстве. С 1883 года Уокер был секретарем «Демократической федерации» — социалистической организации в Хаммерсмите. Здесь же он познакомился с Уильямом Моррисом.
В 1886 году он основал собственную фирму «Уокер и Ботал, автоматизированное и фотографическое гравирование» («Walker & Boutall, Automatic and Photographic Engravers»). В 1888 году Уокер стал сооснователем Выставочного общества искусств и ремесел (Arts and Crafts Exhibition Society). По поручению Выставочного общества, Уокер написал свой знаменитый очерк по истории книгопечатания. Этот очерк побудил Морриса к основанию издательства «Келмскотт-пресс». Моррис предложил заниматься книгопечатанием вместе, но Уокер отказался, однако оказывал теоретическую помощь.
После смерти Морриса Уокер совместно с Томасом Кобденом-Сандерсоном создал собственное издательство — Doves Press. Оно оказало заметное влияние на движение частных книгопечатен начала XX века.